# Peter Horst Neumann
Peter Horst Neumann (* 23. April 1936 in Neisse, Oberschlesien; † 27. Juli 2009 in Nürnberg) war ein deutscher Lyriker, Essayist und Literaturwissenschaftler. Er wirkte unter anderem als Lehrstuhlinhaber an der Universität Erlangen.

## Leben
Nach der Vertreibung 1945 wuchs der in Neiße (heute Nysa) geborene Peter Horst Neumann in Aue (Sachsen) auf, wo er 1955 auch sein Abitur bestand. In Leipzig studierte er von 1955 bis 1958 Musik (Gesang, Klavier, Kontrabass) und Musikwissenschaft; 1958 wurde er relegiert und floh nach West-Berlin. An den Universitäten von Berlin und Göttingen studierte er von 1958 bis 1965 Germanistik, Kunstgeschichte, Musikwissenschaft und Philosophie. 1965 wurde er bei Walther Killy an der Universität Göttingen mit einer Arbeit über Jean Pauls Roman Flegeljahre zum Dr. phil. promoviert. Von 1965 bis 1968 war Neumann wissenschaftlicher Assistent an der Universität Erlangen. Als Ordinarius für Neuere Deutsche Literaturgeschichte lehrte er von 1968 bis 1980 an der Universität Freiburg (Schweiz), von 1980 bis 1983 an der Justus-Liebig-Universität Gießen und von 1983 bis zu seiner Emeritierung 2001 an der Friedrich-Alexander-Universität Erlangen-Nürnberg. Er war zudem als Gastprofessor an den Universitäten Genf, Bern und Neuenburg tätig, hielt Gastvorträge und publizierte literarische und kritische Beiträge in Rundfunk, Zeitungen und Zeitschriften. Von 1984 bis 2002 war er Präsident der Eichendorff-Gesellschaft; 1995 initiierte er mit Reinhard Knodt die Nürnberger Autorengespräche. Seit 2000 war er Präsident der Goethe-Gesellschaft in Erlangen. Gemeinsam mit Ilse Aichinger und anderen Autorenkollegen übte er im Frankfurter Appell Kritik an der Rechtschreibreform von 1996.
Peter Horst Neumann war katholisch und hatte 1960 geheiratet. Er lebte mit seiner Frau, der Malerin Astrid Neumann, geborene Steinkopf, in Nürnberg. Das Paar adoptierte zwei indische Kinder. Für sein lyrisches Schaffen, mit dem er spät an die Öffentlichkeit trat, wurde Neumann 2002 in die Bayerische Akademie der Schönen Künste berufen. Seit 2004 leitete er als Nachfolger von Albert von Schirnding deren Literaturabteilung.

## Porträt
„[…] In seinen Celan-Studien beschreibt Neumann eine lyrische Form, die weit entfernt ist von der Weimarer Erlebnis- und Gedankenlyrik, dem damals herrschenden Idealtyp der Germanistik. Neumann erwähnt den französischen Symbolismus. Wie man weiß, setzt bereits Baudelaires Habitus des reflektierten Selbstgesprächs eine unausgesetzte Trennung zwischen dem Subjekt und seinen gegenständlichen correspondants voraus.
So nimmt Neumann das Lyrische der Dichtung Celans als eine der musikalischen Komposition ähnlichen Form wahr: Als Silben-Musik. Eine solche Lyrik ist, nach einem glücklichen Wort Roman Jakobsons zur symbolistischen Dichtung, semantisch ‚herabgestimmt‘, indem der Rhythmus der differenzierten Rede die Sprachen der Information und der geschichtlich diskreditierten konventionellen Versformen überformt und ihn somit wie an eine offene Wunde.
Es ist die reine, die gemeinhin als schwierig geltende Dichtung, die Neumann von Jugend auf angezogen und geprägt hat. Nicht aber im Sinne von Weltflucht oder der Freude an Bürgerschreck-Ästhetik. Dazu ist die Dichtung, die Neumann im Auge und Ohr hat, zu sehr von den Genoziden und Vertreibungen des 20. Jahrhunderts gezeichnet.
Und diese Literatur kann sich die Erfahrungen der Allgemeinen Geschichte nicht mehr vom Leibe halten. Den einen bricht nur das geistige Erbe weg, wie etwa Rilke, andere, wie Celan, überleben ihr beschädigtes Leben nicht. Die Verfolger jagen sie weiter. […]“

## Ehrungen, Mitgliedschaften
- 1996 – Eichendorff-Literaturpreis des Wangener Kreises
- 1998 – Nikolaus-Lenau-Preis der Künstlergilde Esslingen
- 2001 – Kulturpreis Schlesien des Landes Niedersachsen (Laudatio: Dagmar Nick)
- 2002 – Ordentliches Mitglied der Bayerischen Akademie der Schönen Künste
- 2005 – August-Graf-von-Platen-Preis der Stadt Ansbach

## Werke
Theoretische Prosa
- Jean Pauls Flegeljahre. Göttingen (Vandenhoeck & Ruprecht) 1966 (= Palaestra 245).
- Zur Lyrik Paul Celans. Göttingen (Vandenhoeck & Ruprecht) 1968. – Neuausgabe 1990, ISBN 3-525-33567-9.
- Konkordanz zur Lyrik Paul Celans. 1969.
- Der Weise und der Elefant. Zwei Brecht-Studien. München (Wilhelm Fink) 1970.
- Der Preis der Mündigkeit. Über Lessings Dramen. Stuttgart (Klett-Cotta) 1977.
- Die Rettung der Poesie im Unsinn. Der Anarchist Günter Eich. Stuttgart (Klett-Cotta) 1981. – Neuausgabe: Aachen (Rimbaud) 2007 (= Rimbaud-Taschenbuch Nr. 57), ISBN 978-3-89086-578-2.
- Erschriebene Welt. Essays und Lobreden von Lessing bis Eichendorff. Aachen (Rimbaud) 2004. Titelbild: Astrid Neumann, Feldzeichen. ISBN 978-3-89086-680-2.
- Erlesene Wirklichkeit. Essays und Lobreden von Rilke, Brecht und George bis Celan, Jandl und Ilse Aichinger. Aachen (Rimbaud) 2005. Titelbild: Astrid Neumann, Aus Weiß wird Rot. ISBN 978-3-89086-636-9.
- Die allegorische Spinne. Kleine Lesereise zum eigenen Gedicht. Hauzenberg (Edition Toni Pongratz) 2007 (Heft 87), ISBN 978-3-931883-48-5.

Lyrik
- Gedichte. Sprüche. Zeitansagen. Bargfeld (Bücherhaus) 1994.
- Pfingsten in Babylon. Gedichte. Salzburg, Wien (Residenz Verlag) 1996.
- Die Erfindung der Schere. Gedichte. Bargfeld (Bücherhaus) 1999.

- Neuausgabe: Pfingsten in Babylon / Die Erfindung der Schere. Gedichte. Aachen (Rimbaud) 2005. Titelbild: Astrid Neumann, Lichtbogen. ISBN 978-3-89086-629-1.

- Auf der Wasserscheide. Gedichte. Aachen (Rimbaud) 2003. Titelbild: Astrid Neumann, Schweben I. ISBN 978-3-89086-709-0.
- Kreidequartiere. Gedichte. Hauzenberg (Edition Toni Pongratz) 2003 (Heft 76), ISBN 978-3-931883-27-0.
- Was gestern morgen war. Gedichte. Aachen (Rimbaud) 2006. Titelbild: Astrid Neumann, Rot umflossen. ISBN 978-3-89086-602-4.
- Der Heckenspringer. Ausgewählte Gedichte. Aachen (Rimbaud) 2009 (= Lyrik-Taschenbuch Nr. 66), ISBN 978-3-89086-524-9.
- Aus dem Logbuch der Arche. Letzte Gedichte. Hauzenberg (Edition Toni Pongratz) 2009 (Heft 104), ISBN 978-3-931883-71-3.
- Vertrau dem Schatten. Nachgelassene Gedichte. Ausgewählt und zusammengestellt von Dagmar Nick. Aachen (Rimbaud) 2010. Titelbild: Astrid Neumann, Kosmische Landschaft. ISBN 978-3-89086-501-0.

## Vertonungen
- Werner Heider: Dank („Mit wie vielen Stimmen / hast du zu mir gesprochen…“; 2009) für Stimme. Text aus: Pfingsten in Babylon (1996). UA 24. Januar 2010 Erlangen (Redoutensaal; Monika Teepe [Sopran])
- Hans Kraus-Hübner: Vier Lieder (2004) für Mezzosopran und Klavier. Texte aus: Auf der Wasserscheide (2003). UA 1. April 2004 Altdorf (Wichernhaus; Irene Kurka [Sopran], Florian Kaplick [Klavier])
1. Baum vorm Fenster („Er hat sich / von seinen Blättern / getrennt…“) – 2. Wahrheit, alte Streunerin („Keine feste Adresse…“) – 3. Altes Kirchengewölbe („Als sie begriffen, / daß Gott ein Gehörloser ist…“) – 4. Trinklied auf den Messias („Gut verkorkt / in der Mitte des Tischs / steht die Flasche…“)
- Manfred Trojahn: Zwei Frühlingslieder (2004) für Bariton und Klavier. Texte aus Auf der Wasserscheide (2003). UA 8. März 2004 München (Bayerische Akademie der Schönen Künste; Thomas E. Bauer [Bariton], Siegfried Mauser [Klavier])
1. Wieder („Und wieder für den Frühling / hat sie sich entschieden…“) – 2. Gegenstrophen eines Allergikers („Proserpina, / der Unterwelt entstiegen…“)
- Friedemann Schmidt-Mechau: Fehlversteck – Fünf musikalische Skizzen für einen Cellisten. Text aus: Vorsehung, nach: Pfingsten in Babylon (1996). UA 25. Mai 2008 Oldenburg (Matthias Lorenz)[2]